# Oncidium tenuipes
Oncidium tenuipes är en orkidéart som beskrevs av Friedrich Fritz Wilhelm Ludwig Kraenzlin. Oncidium tenuipes ingår i släktet Oncidium och familjen orkidéer. Inga underarter finns listade i Catalogue of Life.